# Mordhau (videogioco)
Mordhau è un videogioco medievale multiplayer di genere hack and slash, sviluppato dallo studio videoludico sloveno Triternion, con un importante aspetto riguardo al gioco competitivo e alla completa personalizzazione del proprio personaggio. Introduce un sistema di combattimento prettamente corpo a corpo, basandosi su tecniche storiche come: attacchi finti, parate e un ausilio alternativo delle armi. Altri elementi che caratterizzano il videogioco sono le armi a distanza, macchine d'assedio e combattimento a cavallo. Il gioco è stato pubblicato su Steam il 29 aprile 2019.
Il videogioco è stato parzialmente finanziato da Kickstarter (noto sito web di crowdfunding), attraverso una campagna nel 2017, raccogliendo complessivamente 298,608 $.